# Hennes bästa
Hennes bästa är ett samlingsalbum av den svenske popsångerskan Lena Philipsson som utkom den 8 juni 1998.

## Låtlista

### CD1
1. "Kärleken är evig"
2. "Tänd ett ljus"
3. "Stjärnorna"
4. "Dansa i neon"
5. "Månsken i augusti"
6. "Om igen"
7. "Aldrig igen"
8. "Det går väl an"
9. "Kärlek kommer med sommar"
10. "Det är över nu"
11. "Vila hos mig"

### CD2
1. "Talking in Your Sleep"
2. "Standing in My Rain"
3. "006"
4. "Are You In Or Are You Out"
5. "Taking Care Day"
6. "My Name"
7. "Why"
8. "The Murder"
9. "Fantasy"
10. "Dansa i neon" (Remix 98)